# Herbita hypolizon
Herbita hypolizon là một loài bướm đêm trong họ Geometridae.